# 小行星1063
小行星1063（1063 Aquilegia）是一颗环绕太阳运行的小行星。最初它的代号是1925 XA。其直径为17千米。
該小行星以耬斗菜命名。